# Quan hệ Bắc Triều Tiên – Việt Nam
Quan hệ Việt Nam – Cộng hòa Dân chủ Nhân dân Triều Tiên là quan hệ ngoại giao giữa hai nhà nước Cộng hòa Xã hội chủ nghĩa Việt Nam và Cộng hòa Dân chủ Nhân dân Triều Tiên, vốn là đồng minh theo chủ nghĩa cộng sản, cùng chung chế độ Xã hội chủ nghĩa. Ngày thiết lập quan hệ ngoại giao giữa hai nước là ngày 31 tháng 1 năm 1950. CHDCND Triều Tiên là nước thứ 3 mà Việt Nam Dân chủ Cộng hòa thiết lập quan hệ ngoại giao, sau Trung Quốc (18/1/1950) và Liên Xô (30/1/1950).

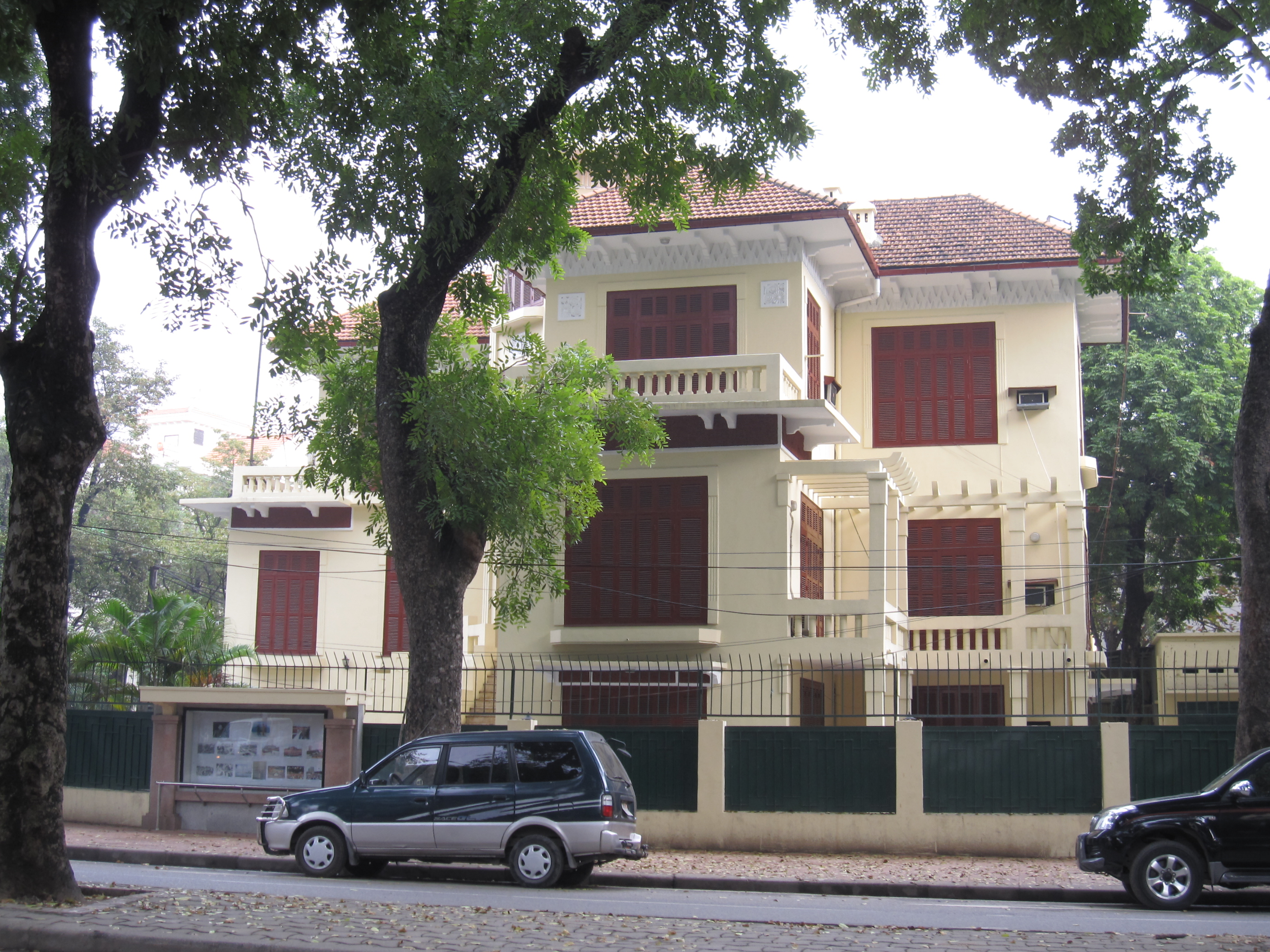
Đại sứ quán CHDCND Triều Tiên tại Hà Nội

## Lịch sử

### Chiến tranh Việt Nam
Năm 1910, Nhật Bản ép Triều Tiên ký Điều ước Sáp nhập Hàn-Nhật. Năm 1945, Triều Tiên bị chia cắt thành hai miền. Liên bang Xô viết chiếm đóng miền bắc cho đến vĩ tuyến 38 và Hoa Kỳ chiếm đóng từ vĩ tuyến 38 về nam. Ngày 9 tháng 9 năm 1948, Cộng hòa Dân chủ Nhân dân Triều Tiên tuyên bố thành lập.
Ngày 31 tháng 1 năm 1950, CHDCND Triều Tiên là nước thứ 3 mà Việt Nam Dân chủ Cộng hòa thiết lập quan hệ ngoại giao.
Trong thời kỳ Chiến tranh Việt Nam, quân đội Mỹ đã can thiệp vào chiến trường. Ở Việt Nam Dân chủ Cộng hòa, quân đội đang bị thiếu không quân và vũ khí chiến đấu, Chủ tịch nước Triều Tiên Kim Nhật Thành đã gửi khoảng 200 quân của mình vào chiến trường Việt Nam nhằm giúp Việt Nam hỗ trợ không quân và chống lại đồng minh hàng đầu của Mỹ là Hàn Quốc, mãi cho đến nay, cộng đồng quốc tế và Hoa Kỳ đang tỏ ra nghi ngờ "Liệu Triều Tiên đã từng tham chiến giúp quân đội Bắc Việt hay chăng", câu trả lời chính xác vẫn chưa giải đáp khi quan hệ giữa Triều - Việt vẫn còn là mờ ám.

### Căng thẳng Triều Tiên – Việt Nam
Tuy nhiên, vào năm 1968, CHDCND Triều Tiên đã tỏ ra vô cùng bất mãn khi Việt Nam Dân chủ Cộng hòa tham gia vào Hội nghị Paris về đàm phán hòa bình với người Mỹ trong cuộc xung đột ở Việt Nam. Triều Tiên coi thỏa thuận Paris năm 1973 là "phi pháp" và ủng hộ Trung Quốc về vấn đề thành lập một liên minh các quốc gia Cộng sản châu Á (Trung Quốc, Triều Tiên, Việt Nam, Lào, Campuchia), nhưng lại không được Việt Nam Dân chủ Cộng hòa ủng hộ do nó không có Liên Xô, bấy giờ là đồng minh của VNDCCH, và cũng ngăn cản tham vọng mở rộng ảnh hưởng Việt Nam về sau ở khu vực và châu lục.
Chính những vết nứt này mà về sau năm 1979, khi xảy ra Chiến tranh biên giới Tây Nam chống Khmer Đỏ, Triều Tiên là quốc gia đã phản đối kịch liệt Việt Nam và từ chối công nhận Cộng hòa Nhân dân Campuchia, đồng thời cho Norodom Sihanouk tị nạn tại nước này. Theo ghi chép của sử gia người Hungary, Balazs Szalontai, các nhà ngoại giao Mỹ, Nga cũng như các nước khác ngầm thuật lại rằng Việt Nam "đã cảm thấy được sự bội bạc và tráo trở" của nhà nước từng được coi là "anh em xã hội chủ nghĩa" CHDCND Triều Tiên. Có lẽ chính điều này là nguyên do buộc Việt Nam phải Đổi mới và từ bỏ CHDCND Triều Tiên và các nước thuộc khối cộng sản cũ, đồng thời chấp nhận để gia nhập hệ thống chính trị phương Tây, và nó khiến hai nước căm thù nhau nhiều hơn là bạn.
Việc Triều Tiên dung túng cho hành động của Khmer Đỏ trong những năm 1980 cũng đã ít nhiều hủy hoại quan hệ hai nước. Trong những năm 1980, Triều Tiên là một trong những quốc gia phản đối Việt Nam và công khai ủng hộ các phong trào chống Việt Nam trong khu vực. Vì điều đó, trong suốt những năm 1990, quan hệ giữa hai nước đã vô cùng lạnh nhạt, và không có thêm những hợp tác nào giữa hai nước cho tới những năm 2000.

## Tình hình chung
Triều Tiên cũng cố gắng có mối quan hệ kinh tế với Việt Nam, là một quốc gia cũng theo chính thể xã hội chủ nghĩa, tuy nhiên, quan hệ thương mại giữa Triều Tiên và Việt Nam cũng thăng trầm giống như quan hệ ngoại giao dù hai bên đều thuộc hệ thống Xã hội chủ nghĩa, Việt Nam không mấy mặn mà với chủ nghĩa tôn sùng lãnh tụ của Triều Tiên, cũng như mô hình kinh tế của nước này. Ngày 9 tháng 7 năm 1957, Chủ tịch Hồ Chí Minh đã sang Triều Tiên, thăm Kim Nhật Thành và thăm phòng triển lãm công nghiệp, nông nghiệp nước này. CHDCND Triều Tiên cùng cung cấp nhiều trợ giúp cho Việt Nam Dân chủ Cộng hòa trong cuộc chiến tranh Việt Nam (1965‐73). Năm 1989, hai nước mới thành lập Ủy ban liên chính phủ về Hợp tác Kinh tế, Khoa học và Kỹ thuật, tuy vậy Ủy ban này cũng chỉ họp thường niên được ba năm đầu, sau đó ngừng gần chục năm do Bình Nhưỡng không đồng tình với việc Việt Nam quan hệ với Hàn Quốc.
Thương mại giữa hai bên cũng chưa bao giờ vượt quá ngưỡng 30 triệu đôla/năm. Trong những năm 1990, tình hình thiếu đói ở Triều Tiên đã cho Việt Nam cơ hội trao đổi hàng hóa với Triều Tiên. Năm 1996, Triều Tiên mua 2 vạn tấn gạo của Việt Nam nhưng đến nay vẫn chưa thanh toán, cả gốc và lãi tính đến năm 2007 là 18,046 triệu USD.. Hai nước từng đổi gạo lấy vũ khí và Việt Nam có trong tay các hỏa tiễn phòng không lưu động Igla (SA‐16 Gimlet), hai tàu ngầm mini Yugoclass và một số ít tên lửa đạn đạo Scud C.
Sau Đổi mới, Việt Nam thiết lập quan hệ ngoại giao và bắt đầu hợp tác chặt chẽ với Hàn Quốc (kẻ thù quân sự của Triều Tiên) về kinh tế cũng như văn hóa, điều này làm chính quyền Triều Tiên không hài lòng. Về kinh tế, từ năm 1996 Việt Nam và Triều Tiên hầu như không có giao dịch thương mại do Việt Nam từng bán gạo cho Triều Tiên nhưng năm 1997 hai bên đã có bất đồng về giá cả. Quan hệ từng có lúc xấu tới nỗi Triều Tiên từ chối nhận hàng viện trợ của Việt Nam. Tuy nhiên, theo một số đánh giá, có thể các thỏa thuận trao đổi hàng sẽ được thực hiện. Trong những năm tiếp theo, nền kinh tế yếu kém cũng như vị thế bị hắt hủi của CHDCND Triều Tiên trong cộng đồng quốc tế đã mang cơ hội lại cho Việt Nam.
Trong những năm gần đây, Việt Nam đã nhiều lần hỗ trợ Triều Tiên hàng ngàn tấn gạo. Hà Nội ủng hộ việc CHDCND Triều Tiên trở thành thành viên của Diễn đàn khu vực Asean (ARF) và cũng từng chủ trì đàm phán hòa giải giữa Nhật Bản và Triều Tiên, ông Kim Jong Il từng được trông đợi sẽ thăm Việt Nam. Khi có cơ hội, Việt Nam đóng vai trò xây dựng trong nỗ lực khuyến khích Triều Tiên thoát ra khỏi tình trạng tự cô lập và Việt Nam còn có thể chia sẻ kinh nghiệm cho Triều Tiên trong phát triển kinh tế. Đã có một số phái đoàn từ Triều Tiên tới Việt Nam tham quan và học tập.
Năm 2010, CHDCND Triều Tiên đã cử Đoàn cán bộ do Thứ trưởng Bộ Thương mại làm trưởng đoàn đang ở thăm và làm việc tại Việt Nam với mong muốn hợp tác với Việt Nam trong các lĩnh vực nông nghiệp, nuôi trồng thủy sản, nghiên cứu gen, tế bào gốc, nuôi cấy mô, năng lượng, xây dựng nhà máy thủy điện và đường dây tải điện, sản xuất vật liệu cách điện, xi măng, khai khoáng, tuyển quặng vàng, công nghệ sản xuất dây lưỡng kim, sợi tơ tằm, phim hoạt hình 3D. Năm 2012, Đoàn đại biểu Triều Tiên do ông Kim Yong-il dẫn đầu có chuyến thăm Hà Nội để học hỏi kinh nghiệm xây dựng Chủ nghĩa xã hội của Việt Nam. Trong đó mối quan tâm hàng đầu của Triều Tiên là sản xuất nông nghiệp và các mô hình nông thôn mới của Việt Nam. Triều Tiên thừa nhận Việt Nam đã đạt được những thành tựu to lớn về sản xuất lương thực và nông nghiệp nói chung nên muốn học hỏi kinh nghiệm và đã có những cuộc trao đổi về chính sách quản lý nông nghiệp cũng như các vấn đề kỹ thuật trong sản xuất. Đoàn Triều Tiên cũng đã đến thăm tỉnh Thái Bình để tìm hiểu về chương trình Nông thôn mới.
Từ ngày 1 đến ngày 2 tháng 3 năm 2019, Chủ tịch Triều Tiên Kim Jong Un thăm hữu nghị chính thức Việt Nam theo lời mời của Tổng Bí thư, Chủ tịch nước Nguyễn Phú Trọng sau khi tham dự Hội nghị thượng đỉnh Mỹ Triều tại Hà Nội. Hai nhà lãnh đạo Triều Tiên và Việt Nam đã thống nhất tăng cường hơn nữa mối quan hệ hữu nghị truyền thống giữa hai Đảng, hai nước.
Ngày 31 tháng 1 năm 2023, CHDCND Triều Tiên và Việt Nam đã kỷ niệm 73 năm thiết lập quan hệ ngoại giao. Đại sứ Việt Nam tại đây đã  đặt lẵng hoa trước tượng đài của Kim Nhật Thành và Kim Jong-il.       
Ngày 20 tháng 7 năm 2024, sau khi nhận được tin Tổng Bí thư Nguyễn Phú Trọng qua đời vào ngày 19 tháng 7, Chủ tịch Kim Jong Un đã gửi điện chia buồn đến Đảng, Nhà nước và nhân dân Việt Nam, đồng thời ông cũng gửi vòng hoa kính viếng Tổng Bí thư Nguyễn Phú Trọng trong Lễ Quốc tang.

## Những dấu mốc

### Các chuyến thăm Triều Tiên
- Ngày 8 đến 12/7/1957: Chủ tịch Hồ Chí Minh thăm hữu nghị chính thức Triều Tiên.
- Tháng 6/1961: Thủ tướng Phạm Văn Đồng thăm hữu nghị chính thức Triều Tiên.
- Ngày 9/9/1988: Chủ tịch Hội đồng Nhà nước Võ Chí Công dự Quốc khánh Triều Tiên và trao Huân chương Sao vàng cho Chủ tịch Kim Nhật Thành.
- Tháng 5/1997: Bộ trưởng Bộ Ngoại giao Nguyễn Mạnh Cầm thăm Triều Tiên, ký lại Thoả thuận hợp tác giữa hai Bộ Ngoại giao.
- Tháng 8/2000: Bộ trưởng Bộ Ngoại giao Nguyễn Dy Niên thăm Triều Tiên.
- Tháng 5/2002: Chủ tịch nước Trần Đức Lương thăm hữu nghị chính thức Triều Tiên.
- Tháng 12/2003: Chủ nhiệm UB Dân tộc của Quốc hội Tráng A Pao thăm Triều Tiên.
- Tháng 7/2006: Trưởng ban đối ngoại Trung ương Đảng Nguyễn Văn Son thăm Triều Tiên.
- Tháng 4/2007: Đồng chí Đinh Thế Huynh Ủy viên Trung ương Đảng, Tổng Biên tập Báo Nhân dân thăm Triều Tiên, làm việc với Báo Lao động Triều Tiên.
- Tháng 9/2007: Đồng chí Phạm Thế Duyệt, Chủ tịch Mặt trận tổ quốc Việt Nam thăm Triều Tiên.
- Từ 16 đến 18/10/2007: Tổng Bí thư Nông Đức Mạnh thăm hữu nghị chính thức Triều Tiên.
- Từ 06 đến 09/10/2008: Ủy viên Bộ chính trị, Bộ trưởng Bộ Công an Lê Hồng Anh và đoàn đại biểu cấp cao Bộ Công an thăm CHDCND Triều Tiên.
- Tháng 7/2013: Bí thư Trung ương Đảng, Chánh Văn phòng Trung ương Trần Quốc Vượng thăm Triều Tiên.[11]
- Ngày 9/07/2015: Phó Chủ tịch Quốc hội Huỳnh Ngọc Sơn thăm Triều Tiên.[12]
- Tháng 9/2015: Bộ trưởng Công thương Vũ Huy Hoàng thăm Triều Tiên.[11]
- Ngày 12 - 14/02/2019: Phó Thủ tướng, Bộ trưởng Ngoại giao Phạm Bình Minh thăm chính thức Triều Tiên

### Các chuyến thăm Việt Nam
- Ngày 27/11 đến 3/12/1958: Thủ tướng Kim Il-sung thăm chính thức Việt Nam.
- Tháng 1/1992: Phó Thủ tướng kiêm Bộ trưởng Ngoại giao Kim Yong Nam thăm Việt Nam.
- Tháng 4/1996:Bộ trưởng chủ nhiệm UB kinh tế đối ngoại Ly Sơng Te thăm Việt Nam.
- Tháng 4/1997: Phó Thủ tướng Công Chin The thăm Việt Nam.
- Tháng 3/2000: Bộ trưởng Bộ Ngoại giao Triều Tiên Pec Nam Sun thăm Việt Nam.
- Tháng 4/2001: Uỷ viên dự khuyết Bộ Chính trị, Bí thư Trung ương Đảng, Chủ tịch Hội nghị nhân dân tối cao Triều Tiên Thôi Đại Phúc dự Đại hội IX Đảng Cộng sản Việt Nam.
- Tháng 7/2001: Chủ tịch Uỷ ban Thường vụ Hội nghị nhân dân tối cao Triều Tiên Kim Yong Nam thăm hữu nghị chính thức Việt Nam.
- Tháng 10/2007: Thủ tướng nội các Triều Tiên Kim Yong Il thăm hữu nghị chính thức Việt Nam.
- 25 đến 27/6/2008, Bộ trưởng Bộ Bảo vệ an ninh nhân dân Chu Sang Seung thăm Việt Nam.
- 26 đến 28/7/2008, Bộ trưởng Bộ Ngoại giao Park Il Jun thăm Việt Nam.
- 5/8 đến 7/8/2012, Chủ tịch Ủy ban Thường vụ Hội nghị Nhân dân Tối cao Triều Tiên Kim Yong Nam thăm hữu nghị chính thức Việt Nam.
- 5/8 đến 8/8/2014, Bộ trưởng Bộ Ngoại giao Ri Su Yong thăm Việt Nam.[13]
- 29/11 đến 1/12/2018, Bộ trưởng Bộ Ngoại giao Ri Yong Ho thăm Việt Nam.
- Ngày 26 tháng 2 năm 2019, Chủ tịch CHDCND Triều Tiên Kim Jong-un đến Việt Nam tham dự Hội nghị thượng đỉnh Triều Tiên-Hoa Kỳ Việt Nam 2019
- Ngày 1/3 đến 2/3/2019, Chủ tịch CHDCND Triều Tiên Kim Jong-un thăm chính thức Việt Nam.

## Tình hình hiện nay

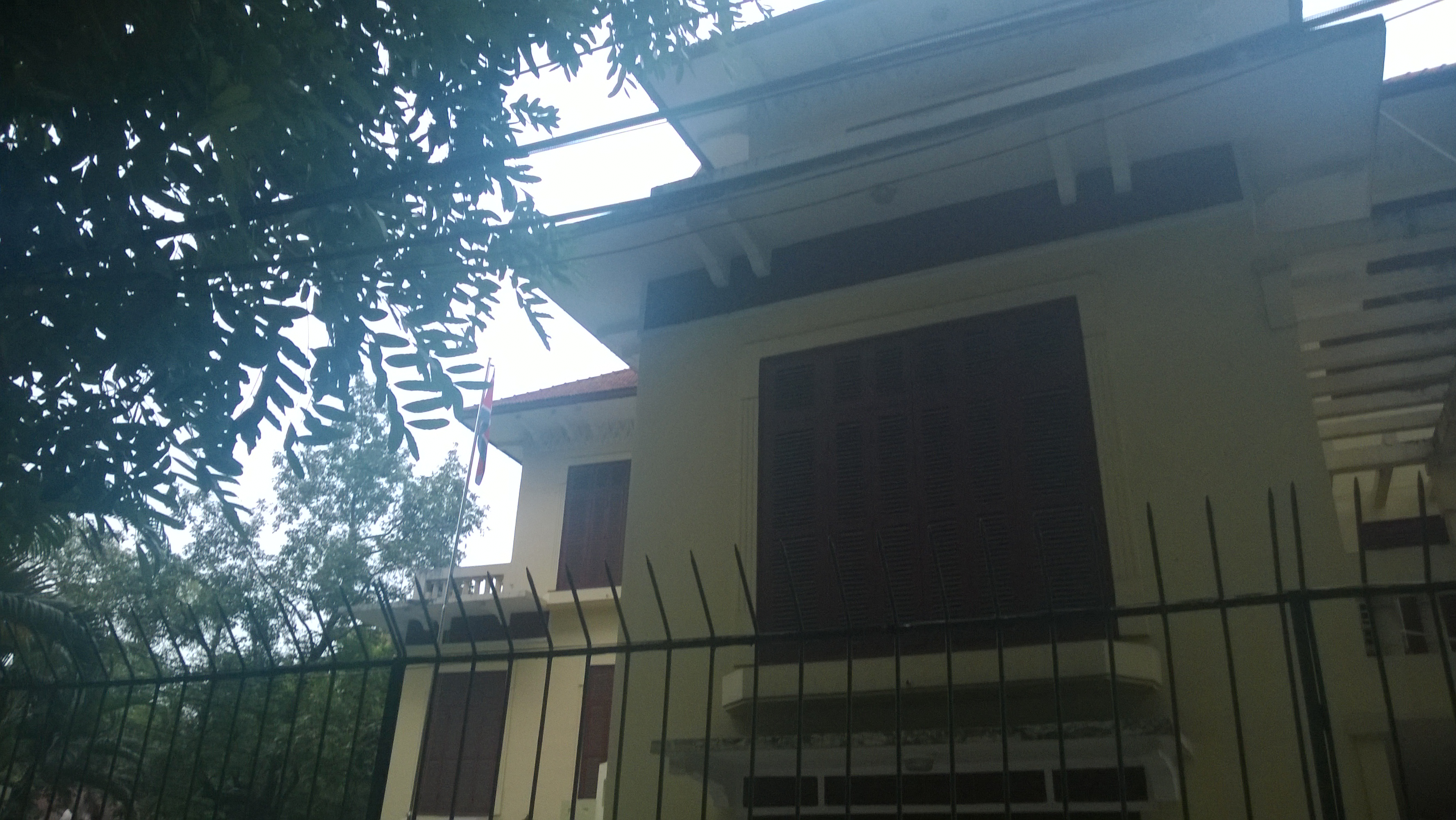
Đại sứ quán Triều Tiên năm 2014.

- Về chính trị: Hai bên duy trì giao lưu nhân sự ở các cấp, các ngành.
- Về kinh tế: Uỷ ban Liên Chính phủ hợp tác kinh tế-khoa học kỹ thuật Việt Nam-Triều Tiên được lập lại tháng 9/2000; họp vòng thứ 4 tại Bình Nhưỡng từ 15-18/10/2001, vòng thứ 5 tại Hà Nội ngày 19-20/11/2003, vòng thứ 6 tại Bình Nhưỡng từ 27/8-2/9/2006.
- Kim ngạch xuất nhập khẩu: 
  - Năm 1993: Việt Nam xuất khẩu sang Triều Tiên trị giá 35.475 USD và nhập khẩu từ Triều Tiên trị giá 4,5 triệu USD.
  - Năm 1994: Việt Nam xuất 32.000 USD, nhập 13,896 triệu USD
  - Năm 1995: Việt Nam xuất 2,186 triệu USD
  - Năm 1996: Triều Tiên mua 2 vạn tấn gạo nhưng đến nay vẫn chưa thanh toán, cả gốc và lãi nay là 18,046 triệu USD (tính đến 12/10/2007). Từ đó tới tháng 7 năm 2009 hai nước hầu như không có giao dịch thương mại.[7]
  - Năm 2010, kim ngạch xuất khẩu của Việt Nam sang Triều Tiên đạt trên 16 triệu USD
  - Năm 2011: kim ngạch đạt 10 triệu USD
  - Năm 2012: kim ngạch đạt 15 triệu USD
  - Năm 2013 kim ngạch đạt khoảng 12,4 triệu USD
  - Kim ngạch thương mại 2 chiều năm 2014 đạt 8 triệu USD,
  - Năm 2015 đạt 11,6 triệu USD (trong đó xuất khẩu sang Triều Tiên: 6,13 triệu USD, nhập khẩu từ Triều Tiên: 5,47 triệu USD)
  - Năm 2016 kim ngạch đạt đạt 2,99 triệu USD (toàn bộ là kim ngạch xuất khẩu của Việt Nam sang Triều Tiên).
  - Năm 2017, Việt Nam xuất siêu sang Triều Tiên 7,322 triệu USD (chủ yếu là thực phẩm, bánh kẹo).
  - Theo thống kê 9 tháng đầu năm 2018, Việt Nam xuất sang Triều Tiên 497.000 USD và không có số liệu nhập khẩu từ Triều Tiên. Do một số nguyên nhân khách quan và chủ quan, quy mô giao dịch nhỏ, không ổn định.[11]
- Hai nước đã ký nhiều Hiệp định quan trọng như: Hiệp định hợp tác văn hoá (11/1957), Hiệp định hợp tác KHKT (10/1958), Hiệp ước hữu nghị và hợp tác giữa nước Việt Nam dân chủ cộng hoà và CHDCND Triều Tiên (1961), Hiệp định thương mại và hàng hải (12/1962), Hiệp định hỗ tương y tế (12/1966), Hiệp định miễn thị thực cho hộ chiếu ngoại giao và công vụ (9/1969), Hiệp định hợp tác vận tải hàng không dân dụng (1/1977), Hiệp định vận tải biển (03/5/2002); Hiệp định thương mại (03/5/2002); Hiệp định tương trợ tư pháp (03/5/2002); Hiệp định khuyến khích và bảo hộ đầu tư (03/5/2002); Hiệp định tránh đánh thuế hai lần (03/5/2002). Sau cuộc rà soát năm 2008, hai bên đánh giá rằng, hiện còn có 15 điều ước được tiếp tục thi hành, 15 điều ước xem xét thi hành hay vô hiệu hóa, 120 điều ước đã hết hiệu lực.
- Gần đây, Chính phủ Việt Nam đã tặng Triều Tiên: năm 1995: 100 tấn gạo, năm 1997: 13.000 tấn gạo, năm 2000, tặng 1000 tấn gạo;Năm 2001: 5000 tấn gạo; năm 2002: 5000 tấn gạo; năm 2005: 1000 tấn gạo và 5 tấn cao su nguyên liệu; năm 2007: 50.000 USD (viện trợ khẩn cấp) và 2000 tấn gạo; năm 2009: 3.000 tấn gạo, năm 2010: 500 tấn, năm 2011: 200 tấn; năm 2012: 5.000 tấn, năm 2016: 70.000 USD (viện trợ lũ lụt)[11], năm 2019: 5.000 tấn.[14]
- Đoàn công tác Bộ Công Thương do Thứ trưởng Bùi Xuân Khu dẫn đi Triều Tiên từ 14-23/9/2008 nhằm khảo sát, tìm hiểu khả năng và cơ hội hợp tác đầu tư, thương mại với Triều Tiên. Hai bên đã ký 05 MOU về hợp tác trong lĩnh vực khai khoáng.
- Hợp tác liên doanh: Giữa năm 1993 khánh thành giai đoạn 1 Nhà máy ươm tơ tằm (vốn khoảng 3,5 triệu USD) ở Hải Dương, với nguyên liệu do ta cung cấp và máy móc (nhập từ Nhật) do bạn cung cấp. Năm 1994, phía Việt Nam rút khỏi liên doanh, chỉ còn phía Triều Tiên kinh doanh độc lập. Năm 2001 Triều Tiên đã bán Nhà máy cho phía Việt Nam. Triều Tiên hiện có 2 Nhà hàng Triều Tiên tại Việt Nam (Hà Nội) là "Bình Nhưỡng Quán" và "Hữu nghị Quán". Nhà hàng Ryu Gyong Triều Tiên trên đường Lê Quý Đôn, Quận 3, TP HCM vừa đóng cửa. Trước đó, nhà hàng Triều Tiên ở Đà Nẵng cũng đóng cửa hồi tháng 2-2016.
- Về văn hoá - giáo dục: Trong những năm 60-đầu 70: Triều Tiên đã giúp đào tạo hàng trăm sinh viên của ta. Hàng năm Bộ Văn hoá của Việt Nam đều cử đoàn nghệ thuật sang Triều Tiên dự Liên hoan nghệ thuật mùa xuân tháng 4 tổ chức tại Bình Nhưỡng.

## Tại thượng đỉnh Mỹ-Triều 2019
Nhà Trắng đã xác nhận về hội nghị thượng đỉnh theo kế hoạch giữa Chủ tịch Triều Tiên Kim Jong-un và Tổng thống Mỹ Donald Trump vào ngày 11 tháng 9 năm 2018. Ngoại trưởng Hoa Kỳ Mike Pompeo tuyên bố rằng Triều Tiên và Hoa Kỳ đang 'làm việc siêng năng' để đảm bảo điều kiện phù hợp cho hội nghị thượng đỉnh.
Donald Trump đã công bố nước chủ nhà đăng cai sẽ là Việt Nam và hội nghị thượng đỉnh sẽ diễn ra vào các ngày 27 và 28 Tháng 2 trong Bài diễn văn Liên bang thứ hai vào ngày 5 tháng 2 năm 2019. Vào ngày 8 tháng 2 năm 2019, Tổng thống Trump tuyên bố rằng Hà Nội, Việt Nam sẽ tổ chức cuộc họp thượng đỉnh.
Kim Jong-un đã đến Việt Nam vào ngày 26 tháng 2 trên chuyến tàu kéo dài 60 giờ để tham dự Hội nghị thượng đỉnh Hà Nội. Ông được các quan chức Việt Nam rất hoan nghênh và đến thăm Đại sứ quán Triều Tiên tại Hà Nội. Vào ngày 1 và 2 tháng 3, Kim Jong-un đã có chuyến thăm chính thức tới Việt Nam, 60 năm sau chuyến thăm đầu tiên của ông nội tới đất nước này. Ông đã gặp Tổng Bí thư, Chủ tịch nước Nguyễn Phú Trọng; Thủ tướng Nguyễn Xuân Phúc và Chủ tịch Quốc hội Nguyễn Thị Kim Ngân. Cả hai nước đều nhất trí thắt chặt quan hệ ngoại giao và kinh tế, vốn bị tổn hại bởi sự hỗ trợ của Triều Tiên trước đây đối với Khmer Đỏ.

## Đại sứ quán, lãnh sự quán
Tại Việt Nam: 
- Hà Nội (Đại sứ quán)

Tại Triều Tiên:
- Bình Nhưỡng (Đại sứ quán)